# Giōrgos Koudas
Giōrgos Koudas (in greco: Γιώργος Κούδας; Agios Pavlos, 23 novembre 1946) è un ex calciatore greco, di ruolo centrocampista.

## Palmarès

### Club

#### Competizioni nazionali
- Campionato greco: 1

PAOK: 1975-1976
- Coppa di Grecia: 2

PAOK: 1971-1972, 1973-1974